# Хаменгкубувоно (династия)

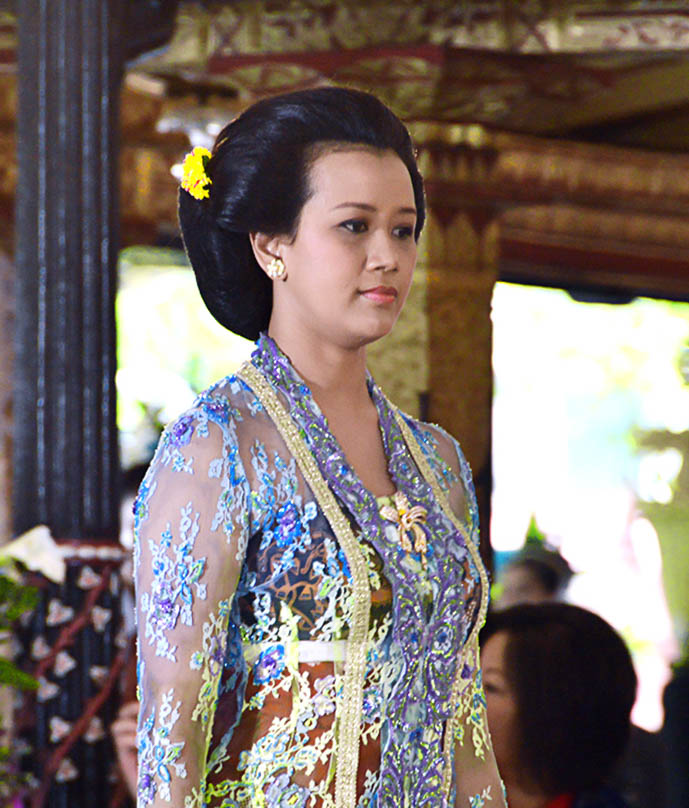
Наследница династии принцесса Мангкубуми (2013)

Хаменгкубуво́но (яв. ꦲꦩꦼꦁꦑꦸꦨꦮꦟ) — правящая династия султанов и де-факто губернаторов Джокьякарты в Индонезии, находящаяся у власти с 1755 года.
Правящий султан Джокьякарты является наследственным губернатором Особого округа (Закон №13 от 2012 года, статья 18, пункт 1)  со сроком полномочий в 5 лет (статья 25, пункт 1) без ограничений по количеству сроков (статья 25, пункт 2), как это обычно применяется к таким государственным должностям.

## Султаны Джокьякарты
| No. | Имя                 | Фото | Дата начала правления | Дата окончания правления | Примечания       |
| 1.  | Хаменгкубувоно I    |      | 13 февраля 1755 года  | 24 марта 1792 года       |                  |
| 2.  | Хаменгкубувоно II   |      | 2 апреля 1792 года    | 1810 год                 | первое правление |
| 3.  | Хаменгкубувоно III  |      | 1810 год              | 1811 год                 | первое правление |
| 2.  | Хаменгкубувоно II   |      | 1811 год              | 20 июня 1812 года        | второе правление |
| 3.  | Хаменгкубувоно III  |      | 28 июня 1812 года     | 3 ноября 1814 года       | второе правление |
| 4.  | Хаменгкубувоно IV   |      | 9 ноября 1814 года    | 6 декабря 1823 года      | первое правление |
| 5.  | Хаменгкубувоно V    |      | 19 декабря 1823 года  | 17 августа 1826 года     | первое правление |
| 4.  | Хаменгкубувоно II   |      | 17 августа 1826 года  | 2 января 1828 года       | третье правление |
| 5.  | Хаменгкубувоно V    |      | 17 января 1828 года   | 5 июня 1855 года         | второе правление |
| 6.  | Хаменгкубувоно VI   |      | 5 июля 1855 года      | 20 июля 1877 года        |                  |
| 7.  | Хаменгкубувоно VII  |      | 22 декабря 1877 года  | 29 января 1921 года      |                  |
| 8.  | Хаменгкубувоно VIII |      | 8 февраля 1921 года   | 22 октября 1939 года     |                  |
| 9.  | Хаменгкубувоно IX   |      | 18 марта 1940 года    | 2 октября 1988 года      |                  |
| 10. | Хаменгкубувоно X    |      | 7 марта 1989 года     | ныне в должности         |                  |